# Mi hermana la nena
Mi hermana la nena é uma telenovela mexicana produzida por Valentín Pimstein para a Televisa e exibida pelo El Canal de las Estrellas entre 6 de setembro de 1976 e 25 de fevereiro de 1977.
Foi protagonizada por Saby Kamalich e Jorge Lavat e antagonizada por Yolanda Mérida.

## Elenco
- Saby Kamalich - Silvia Guzmán / Geny Grimaldi
- Jorge Lavat - Jorge
- Yolanda Mérida - Paulina Guzmán, la Nena
- Raúl Ramírez - Guillermo
- Blanca Sánchez - Regina
- Lorenzo de Rodas - Dr. Castro
- Rocío Banquells - Mónica
- Juan Antonio Edwards - Julio
- Bárbara Gil - María
- Roxana Saucedo - Luisita
- Estela Chacón - Estela
- Graciela Orozco - Catalina
- Janine Maldonado
- Patricia Myers
- Ricardo Cortes - Dick
- Salvador Julian - José Antonio
- Marina Marín